# Cathédrale Saint-Benoît de Castres
Cette ancienne cathédrale n’est pas la seule cathédrale Saint-Benoît.
La cathédrale Saint-Benoît de Castres est l'une des églises-mères de l'archidiocèse d'Albi, Castres et Lavaur et la plus grande église de la ville de Castres.
Il existait à l'origine une abbaye bénédictine fondée en 812 et dénommée « abbaye de Bellecelle ». Son abbatiale est élevée au rang de cathédrale en 1317 avant de prendre le titre d'église paroissiale en 1801, le diocèse de Castres, supprimé au moment de la Révolution française, n'ayant pas été rétabli par le Concordat. En 1922, le titre d'évêque de Castres est repris par l'archevêque d'Albi.
La cathédrale de Castres a été détruite au XVIe siècle par les huguenots, et lors de sa reconstruction, il était prévue qu'elle devienne la plus grande cathédrale de France. Cependant, les travaux ne furent jamais finis, et l'édifice actuel correspond à ce qui aurait seulement dû être un chœur de cathédrale.

## Origine de la cathédrale Saint-Benoît

### Origine légendaire
Une légende dit que l'abbaye Saint-Benoît de Castres, située sur le plateau Saint-Jean, a été fondée vers l'an 640 ou 647 par trois jeunes nobles qui, après avoir été des combattants, ont décidé de se retirer du monde sur les bords de l'Agout pour y vivre selon la règle de saint Benoît où ils se sont construit de petites cellules.

### Origine factuelle: un prieuré bénédictin devenu abbaye puis évêché
Au début du IXe siècle, en 812, est fondé le prieuré bénédictin de Bellecelle, à l'instigation de Benoît d'Aniane, sur un terrain offert par Ulfarius (ou Wulfarius), un comte de l'Albigeois, sur les hauteurs de l'Agout,. Le prieuré est situé sur le plateau Saint-Jean. Il comprend à son origine un prieur et douze moines venus de l'abbaye d'Aniane et il se développe rapidement. Benoît d'Aniane rédige un règlement pour le prieuré et le fait approuvé par Louis le Pieux, le 9 mars 819, qui prend d'ailleurs le monastère sous sa protection. Le prieuré obtient alors le droit de devenir autonome et d'élire un abbé,,. Sous Charles II le Chauve, l'abbaye devient vassale directe de la couronne, en 844, obtenant de facto son indépendance de celle d'Aniane. Un premier castrum se développe bientôt à proximité, lorsque les paysans viennent se réfugier sous la protection de l'abbaye, castrum qui à l'origine de la ville de Castres.
L'abbaye prend le nom de saint Vincent comme second patron lorsque des reliques de ce martyr sont apportées d'Espagne en 858. Il est possible que les reliques de saint Vincent soient transportées à Toulouse en 863 pendant une attaque des Normands. Après une suite de miracles accomplis par les reliques, la basilique Saint-Vincent est construite à l'écart de l'abbaye, afin de permettre à tous de venir les admirer.
Pendant la décadence de l'empire carolingien, l'abbaye passe sous le contrôle de la féodalité locale. En 1069, la fille du vicomte d'Albi, Raimond-Bernard Trencavel, apporte en dot l'abbaye de Bellecelle à son époux le comte de Bruniquel.

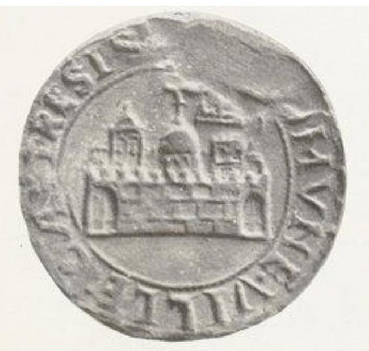
Le sceau de Castres en 1226 : le clocher de la cathédrale est représenté à gauche, la basilique Saint-Vincent au centre, et la Tour Caudière à droite.

L'abbaye de Bellecelle, accusée de relâchement, est affiliée en 1074 à l'abbaye Saint-Victor de Marseille, et placée sous la tutelle de son abbé, Bernard de Millau. Mais la réforme grégorienne, menée par Grégoire VII, va entraîner un redressement monastique. Elle connait alors une période de renouveau matériel et spirituel. Elle abandonne bientôt le plateau Saint-Jean pour s'installer près de la rive de l'Agout, à l'aval, où de nouveaux bâtiments sont construits. La petite ville qu'est alors Castres délaisse aussi le plateau, pour suivre l'institution religieuse à l'emplacement où elle demeure depuis. L'abbatiale est construite à la fin du XIe siècle selon un plan en croix latine et une architecture romane, avec une abside semi-circulaire. Deux tours flanquent les murs de l'abbaye. C'est à cette époque que le clocher Saint-Benoît, qui existe toujours aujourd'hui (mais pris dans le palais épiscopal), est élevé, vers 1100. Il sert aussi de tour de guet.
A cause de l'affaiblissement de la royauté, trop éloignée de Castres, les abbés de Saint-Benoît renoncent à la protection de la couronne pour se placer sous celle des Trencavels, puissants vicomtes d'Albi. Ainsi, en 1160, le vicomte Raimond Trencavel, en l'abbaye, affranchit d'impôts tous les habitants de Castres.
En 1258, l'évêque d'Albi Bernard II de Combret et le seigneur Philippe II de Montfort sépare la basilique Saint-Vincent, elle-aussi déplacée en 1226 sur les rives de l'Agout, de la juridiction l'abbaye de Bellecelle, pour la confier à l'ordre des Prêcheurs. Ceux-ci fondent alors leur couvent, et obtiennent une part du cimetière de la ville, qui dépendait jusqu'alors dans sa totalité de l'abbaye. Dès lors, les rapports entre bénédictins et dominicains se tendent.
Lorsque le pape Jean XXII restitue son indépendance à l'abbaye de Bellecelle, l'érigeant en évêché le 11 juillet 1317, son abbatiale donne alors naissance à la cathédrale Saint-Benoît.

## Historique de la cathédrale Saint-Benoît

### Premiers temps
Le pape Jean XXII érige un nouvel évêché le 11 juillet 1317 en formant le diocèse de Castres par l'attribution de 140 paroisses ou succursales prises sur le diocèse d'Albi. Le premier évêque de Castres est Déodat de Séverac, ancien abbé de Lagny-sur-Marne puis de Castres. Les moines deviennent les chanoines de la cathédrale.
En 1477, le comte de Castres, Jacques d'Amagnac, est décapité pour trahison et Boffille de Juge le remplace. Néanmoins, l'évêque de la ville est alors Jean IV d'Armagnac, frère du condamné, qui n'apprécie pas que l'un des hommes ayant participé à la mort de son frère soit comte de Castres. Agitant la ville, il est chassé de son évêché sur ordre du roi Louis XI et sur demande de Boffille, mais peut revenir en 1483, lors de l'accession de Charles VIII au trône de France. La population se soulève alors contre le comte, qui doit prendre les armes pour conserver ses terres.
Le chapitre de la cathédrale continue à vivre sous la règle de saint Benoît jusqu'en 1536. A cette date, le chapitre est sécularisé par le pape Paul III. Le nouveau chapitre est alors composé de 17 chanoines, avec l'évêque, qui jouissent d'une prébende, ainsi que les six dignitaires qui comprenaient quatre archidiacres, le préchantre et le sous-chantre.
Entre 1503 et 1540, un procès entre les bénédictins et les dominicains a lieu, concernant les droits de ces derniers sur la basilique Saint-Vincent. Jugé par le Parlement de Toulouse, il est remporté par les dominicains : dès lors, les chanoines de Saint-Benoît ne peuvent entrer en la basilique que trois fois par an, lors de la Purification de Marie, à la Saint-Vincent (le 22 janvier) et à la translation de ce saint.

### Les guerres de Religion
À partir de 1530 la région est parcourue par des prédicateurs luthériens, puis, au milieu du XVIe siècle, le calvinisme devient prédominant. Les idées iconoclastes vont alors s'imposer à Castres. En 1560, tous les consuls de la ville sont protestants. L'année suivante, ils donnent l'ordre de détruire toutes les idoles se trouvant dans les églises. Les voûtes de la cathédrale sont même démolies en 1563. La cathédrale Saint-Benoît est finalement détruite en 1567 par les huguenots occupant Castres lors des guerres de Religion. En 1574, l'évêque et le chapitre fuient la ville qui est aux mains des protestants.
Dès 1568, une ordonnance royale prescrit la reconstruction de la cathédrale. Les guerres de Religion continuant, elle n'est pas immédiatement suivie d'effet. Il faut attendre la pacification du pays après l'édit de Nantes pour qu'un arrêt du Conseil privé du roi Henri IV, le 29 décembre 1599, fixe la participation financière de l'évêque à cette reconstruction. En 1601, le chapitre décide que la reconstruction doit se faire à l'emplacement de l'ancienne abbatiale bénédictine du XIe siècle dont il ne demeure qu'un clocher. La nouvelle cathédrale est désormais séparée de son clocher par une rue. Dès 1609 elle reçoit un tabernacle en bois sculpté doré commandé à Toulouse au sculpteur Louis Behorry. Cette cathédrale est très simple. C'est une église à nef unique à chevet plat surmonté d'un petit clocheton comme on peut le voir sur un plan de la ville de Castres réalisé en 1674. Le bâtiment est de nouveau abandonné pendant les troubles qui ont lieu dans le Midi, entre 1621 et 1629. Les troupes protestantes du duc de Rohan saccagent alors ce qui avait été reconstruit. Il faut attendre la signature de la paix d'Alès, le 28 juin 1629, pour que l'évêque et le chapitre puissent revenir à Castres. Ils reprennent possession de la cathédrale à Pâques 1630, mais faute de moyens financiers peu de travaux sont entrepris sur le bâtiment.

### La nouvelle cathédrale
Il faut attendre la nomination de Michel Tubeuf comme évêque de Castres, en 1664, pour que des travaux soient entrepris. Il fait d'abord construire un nouveau palais épiscopal, en remplacement de l'ancien, petit et vétuste. Il intègre à la construction le clocher de la cathédrale, toujours séparé de celle-ci par une rue. 

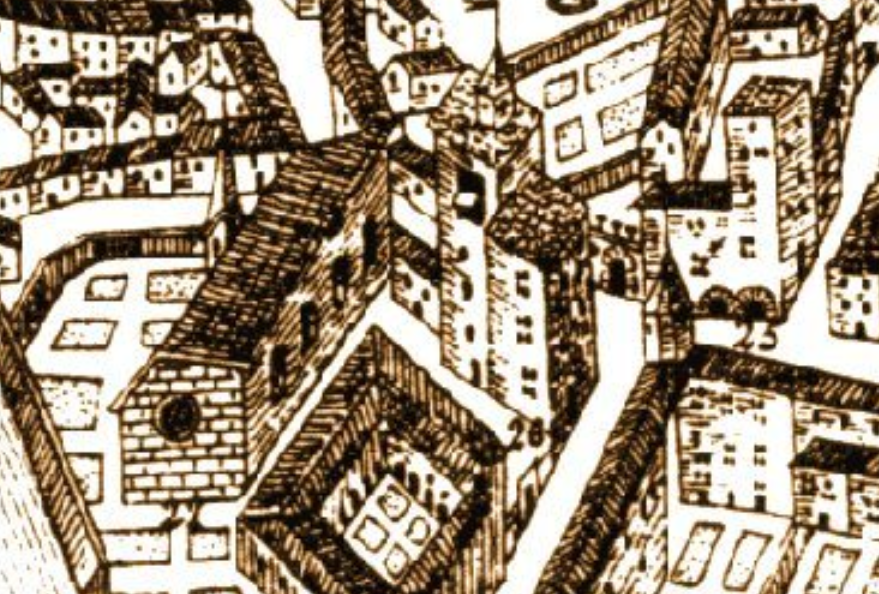
Plan de l'ancien évêché médiéval du Vieux  Castres au no 25
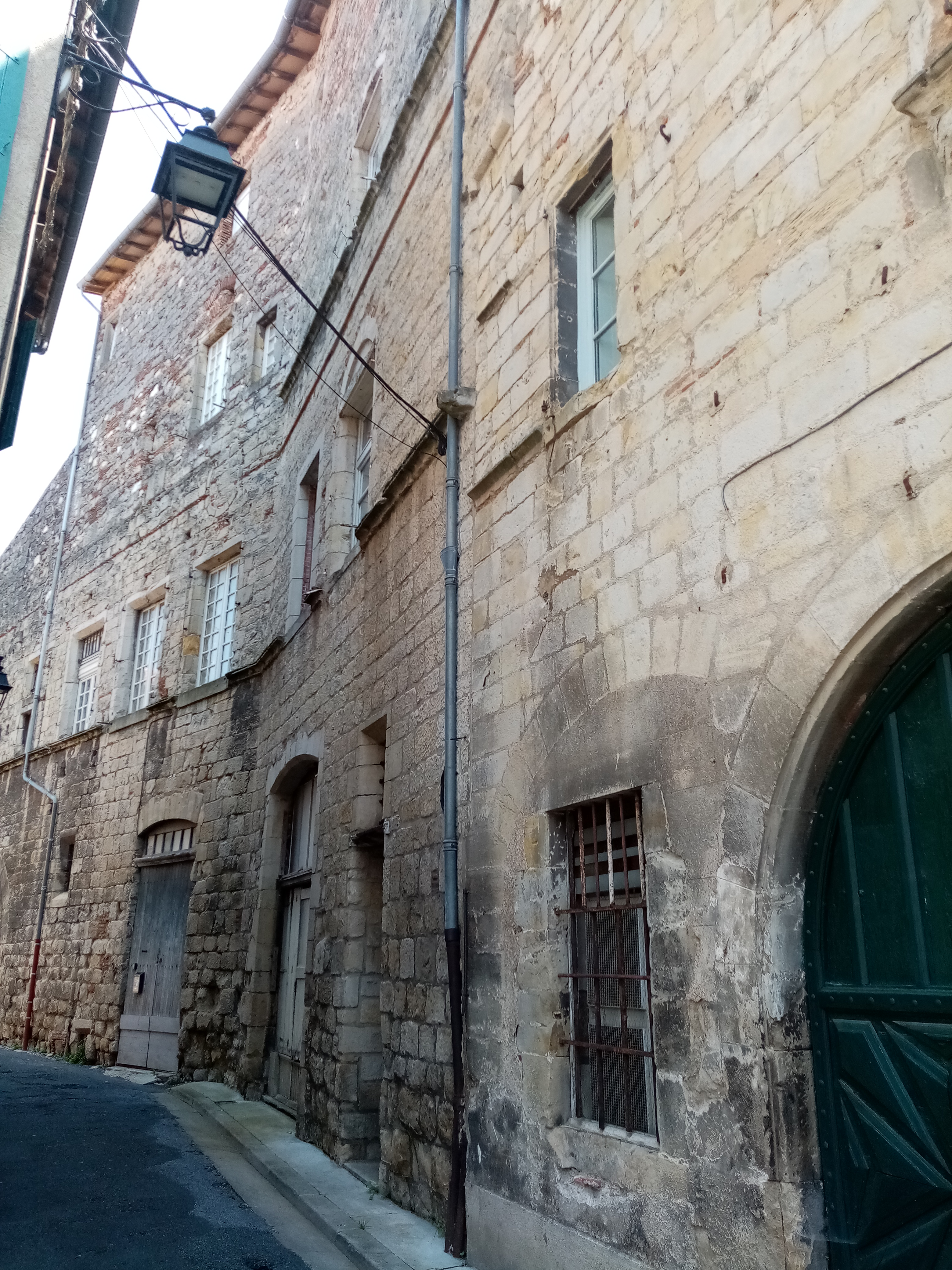
Ancien évêché médiéval dans le Vieux Castres situé rue des Capitouls.
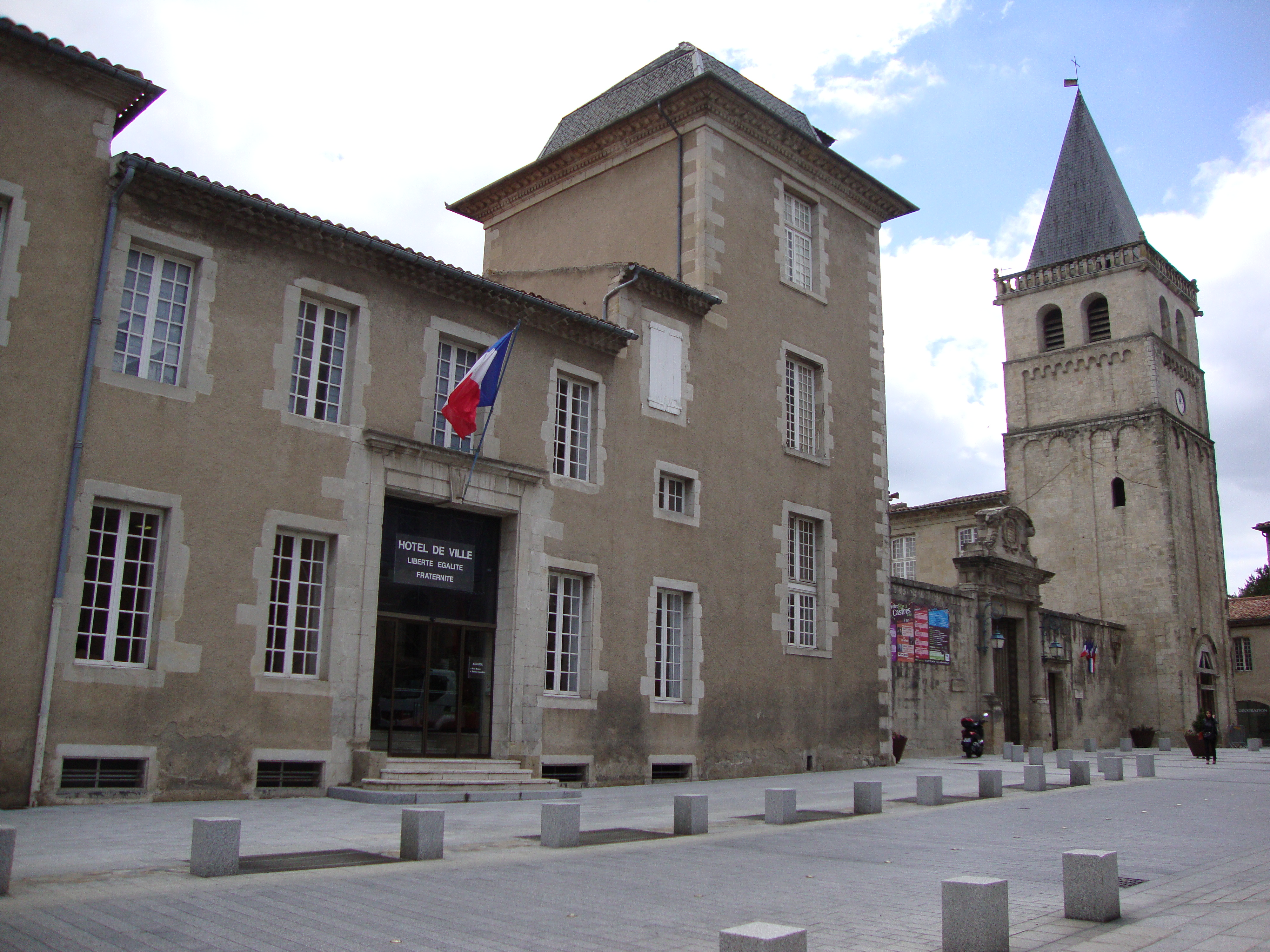
Le nouveau Palais épiscopal et la Tour Saint-Benoît du IXe siècle servant de clocher à la cathédrale

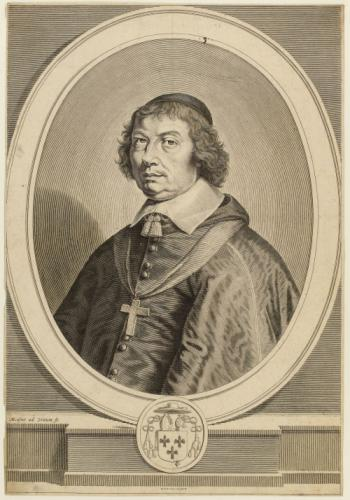
L'évêque de Castres Michel Tubeuf.

Une délibération du chapitre a lieu le 2 janvier 1671 pour discuter une proposition du grand archidiacre sur la réédification de la cathédrale, proposition qui est acceptée. Des travaux préparatoires ont lieu de 1671 à 1678 qui concernent la démolition de toutes les constructions se trouvant à l'emplacement de la future construction. L'évêque obtient un arrêt du Conseil d'État de Louis XIV, le 21 avril 1673, l'autorisant à construire le chœur de la cathédrale en conservant l'ancienne église qui devait servir de nef. Les chanoines sont intéressés par ce nouveau projet et fixent leur choix sur les plans dressés par Pierre Mercier, architecte et sculpteur de Toulouse. Ce dernier avait auparavant travaillé sur le portail des Trinitaires de Castres.
Le 24 avril 1676, au cours d'une réunion du chapitre, en présence de l'évêque, les architectes, dont Pierre Mercier, présentent leurs plans pour le futur chœur de la cathédrale. Les chanoines confirment alors leur choix de confier la construction à Pierre Mercier, mais dès le 3 mai l'évêque marque son opposition à cette décision. Il demande alors un nouveau projet à un architecte de Carcassonne, Guillaume Cailhau, qui lui avait travaillé pour les Dominicains de Castres. Les chanoines s'inclinent finalement devant le choix de l'évêque, qu'une délibération du 25 juin 1677 entérine.
Le plan et le devis ayant été approuvés, l'adjudication est lancée le 12 mars 1678. Le nouveau chœur doit être réalisé au lieu-dit Ormeaux de l'Évêché. Le plan de Castres dressé en 1674 par Samuel Picard le montre derrière la cathédrale Saint-Benoît avant ces travaux. Les travaux du nouveau chœur sont bénis le 6 août 1678. Les travaux des fondations ont été confiés aux entrepreneurs Arquier et Monnier. Puis, par contrat passé le 9 septembre 1679, Jacques Monnier, architecte, et Jean Favier, sculpteur, doivent construire sur les fondations une base toscane de pierre de taille en dehors... et d'élever les murs du chœur sur une hauteur de trois cannes sur un délai de trois ans. La mort de l'évêque Michel Tubeuf, le 16 avril 1682, arrête les travaux.
Louis XIV désigne Augustin de Maupeou comme nouvel évêque de Castres le 3 juillet 1682 mais il ne reçoit l'accord du pape que onze ans plus tard, le 23 novembre 1693. Entre ces deux dates, les chanoines nomment tout de même Augustin de Maupeou comme vicaire général du diocèse. Le nouveau prélat choisi alors de ne pas reprendre les travaux du chœur interrompus mais il demande au sculpteur Jean Favier d'étudier la réappropriation de l'ancienne église Saint-Benoît. Après un second projet, avec Jacques Arquier, le sculpteur s'engage par contrat du 8 juin 1687 à élargir la nef de trois cannes (5,40 mètres) et à allonger le sanctuaire de 5 cannes (9 mètres), en empiétant sur les murs déjà dressés du chœur.

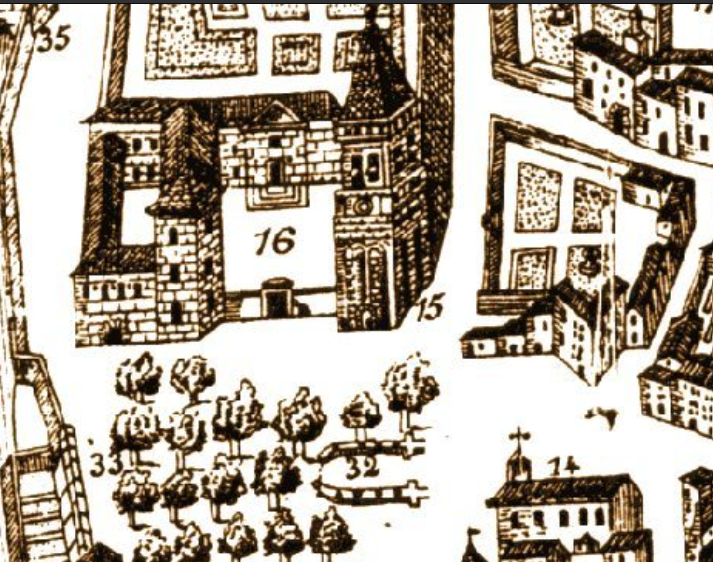
Plan de Castres en 1674 : l'église Saint-Benoît (no 14), les vestiges de l'ancienne cathédrale (no 32), les Ormeaux de l'évêché (no 33), le clocher (no 15) et le palais épiscopal (no 16)

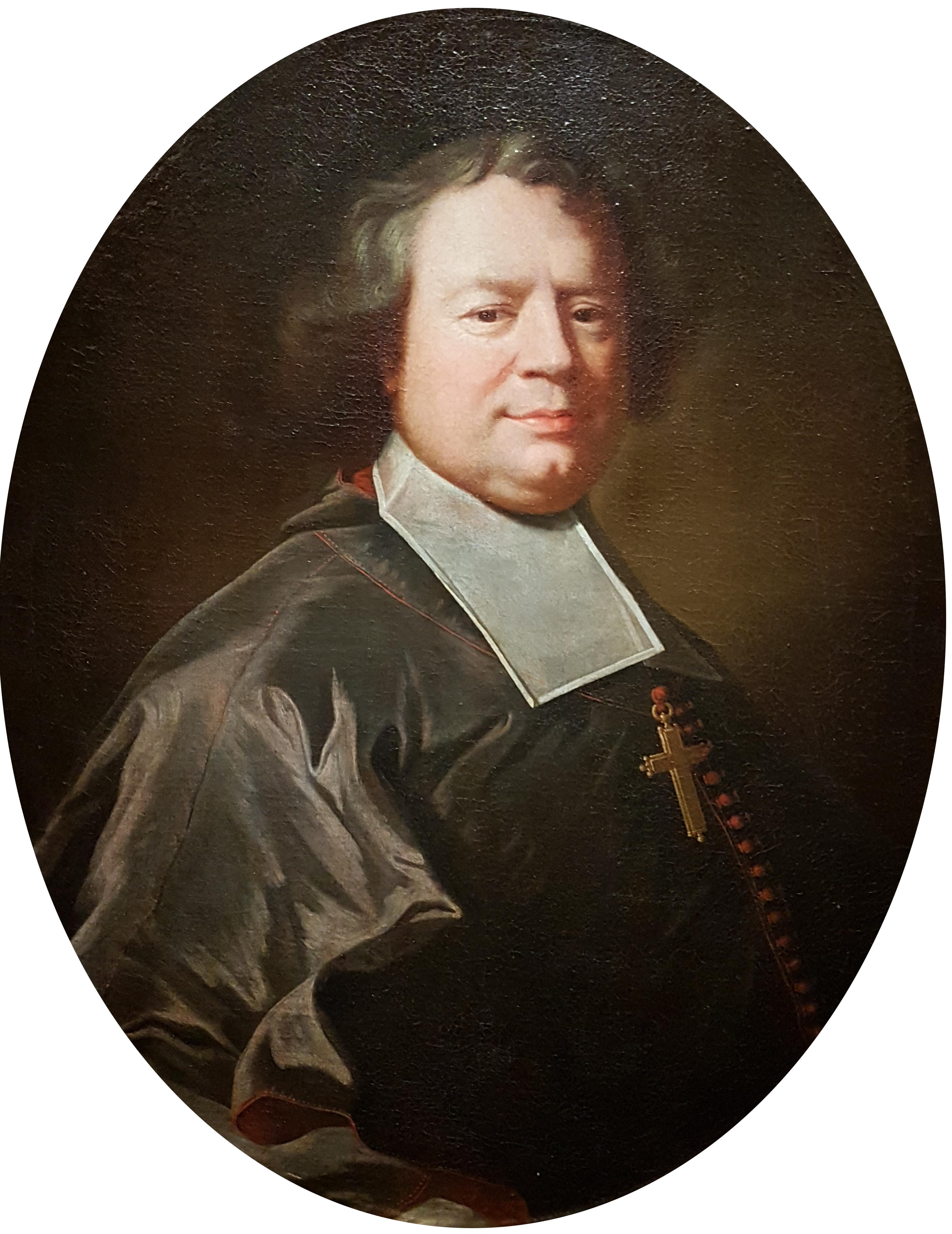
L'évêque Augustin de Maupeou

Par mesure d'économie, le vaisseau principal est couvert d'une voûte en plâtre. Une commande est passée à Jean Favier le 11 janvier 1686 pour construire une tribune à l'entrée de la cathédrale. Puis on l'envoie examiner les stalles de la basilique Saint-Sernin de Toulouse pour qu'il s'en inspire. Le contrat d'exécution des stalles est passé le 14 avril 1688 aux menuisiers Étienne Picard et Antoine Picard. Un jubé est élevé en 1689 par le même Jean Favier.
La chaire du prédicateur est commandée en 1692. Le réaménagement de la cathédrale était alors terminé, laissant en place les murs du nouveau chœur inachevé. Mais en 1697, un des arcs cède et il faut rapidement faire des réparations. L'état de la voûte étant inquiétant, un nouvel arrêt du grand Conseil du roi rappelle en 1701 l'arrêt de 1673 qui ordonnait la construction du chœur de la cathédrale. En août 1704, la voûte menaçant de tomber, des mesures sont prises pour en empêcher l'effondrement. Mgr de Maupeou est transféré sur le siège d'Auch le 11 avril 1705.

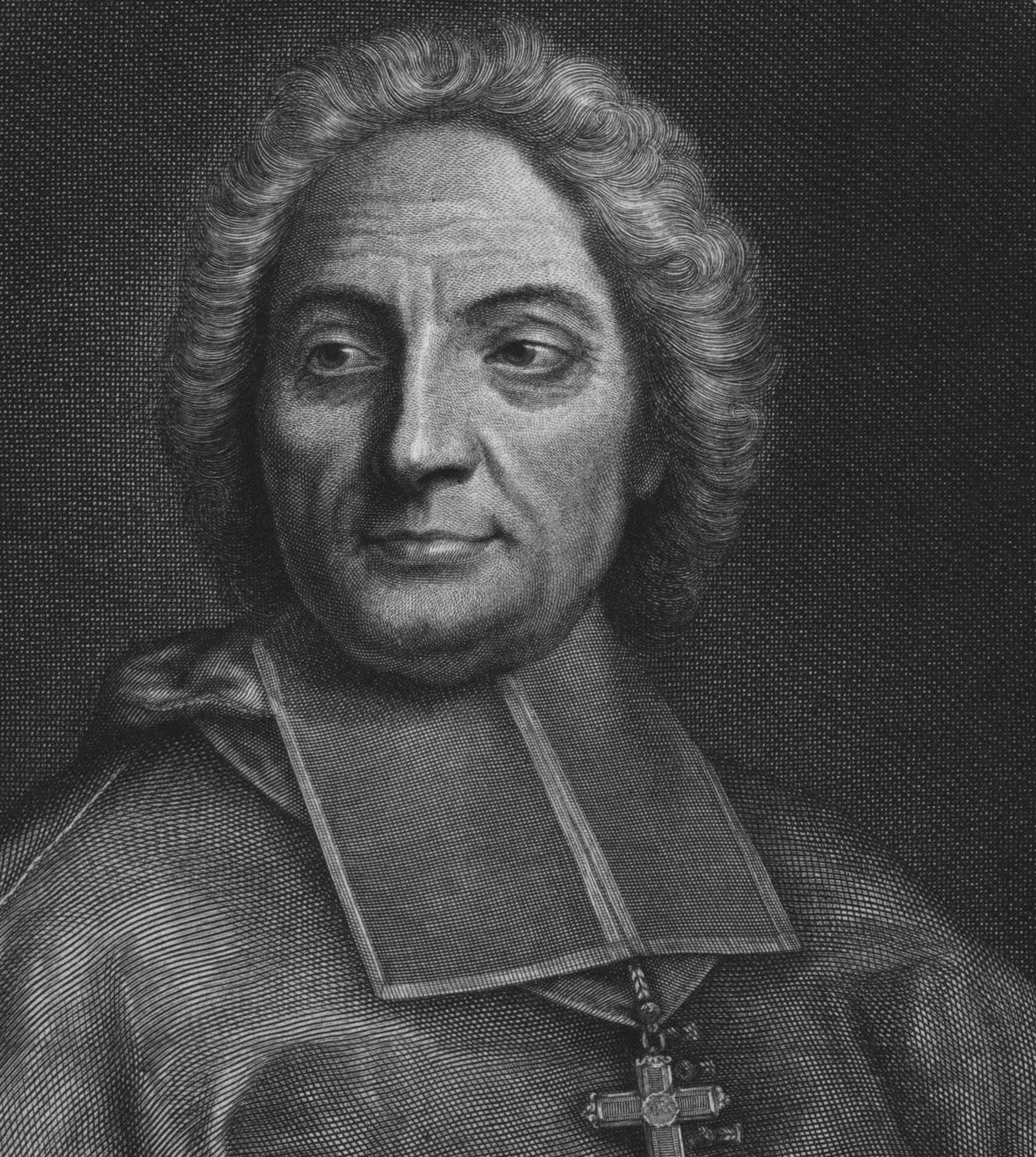
L'évêque Honoré de Quiqueran de Beaujeu

Le même jour Honoré de Quiqueran de Beaujeu est nommé évêque de Castres. Ce nouvel évêque demande à l'architecte castrais Eustache Lagon un projet d'achèvement du chœur qui est présenté au chapitre le 31 mai 1709. Le projet est approuvé le 23 août 1709 et la direction des travaux confiée au même architecte. Il est décidé le 11 juillet 1710 de détruire la partie de la nef construite par Mgr de Maupeou qui empiétait sur le nouveau chœur et de fermer la nef dont les voûtes menaçaient de s'écrouler par un mur au levant.
En 1715, deux maîtres maçons ont confirmé la déchéance de l'ancienne nef. En 1713, les chapelles latérales du nouveau chœur sont couvertes. Les contreforts du vaisseau principal sont réalisés. En 1716, Eustache Langon s'engage à sculpter les chapiteaux et les clés de voûte des chapelles. En 1717 est dressé le mur occidental. Le 21 juin 1718, les entrepreneurs informent le chapitre que les travaux sont terminés. L'édifice est livré « bien enduit, rabatu et blanchi par le dedans ». La cathédrale est consacrée huit jours plus tard, mais n'est jamais été réellement achevée pour des raisons pécuniaires.

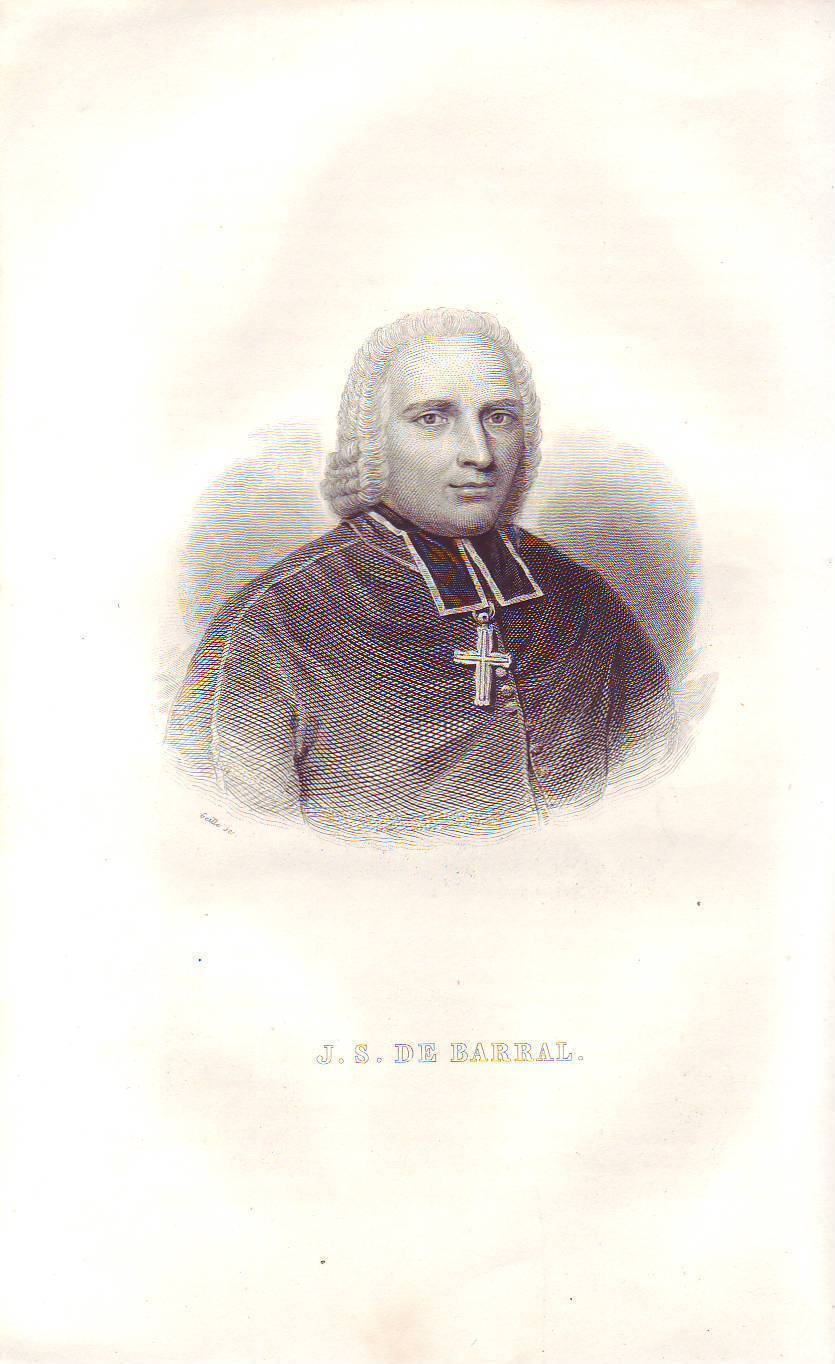
L'évêque Jean-Sébastien de Barral

L'évêque Jean-Sébastien de Barral commande le décor et le mobilier liturgique. L'évêque propose de prendre tous les frais à sa charge si le chapitre adoptait le plan de de Paul Vidal, un architecte castrais, qu'il proposait. Les chanoines l'acceptent le 2 août 1762. Néanmoins, ce n'est finalement pas le projet exécuté.

### De la Révolution à aujourd'hui
Durant la Révolution française, la cathédrale est désaffectée entre 1792 et 1801. Elle sert désormais d'entrepôt de fourrages et de matériel de l'armée des Pyrénées orientales.
Au concordat de 1801, l'évêché est supprimé le 29 novembre 1801 et son territoire est de nouveau rattaché à celui de l'archevêché d'Albi (voir la liste des évêques de Castres). L'ancienne cathédrale, désormais simple église paroissiale, s'enrichit de nombreuses œuvres d'art qui ont été sauvées à la Révolution au moment de la liquidation des biens de l'ancienne chartreuse de Saïx, avant sa destruction. Sous le Second Empire, la question de la construction de la nef est reposée. L'archevêque Claude Dupuy et le clergé de Castres jugent néanmoins préférable de construire une nouvelle église paroissiale, l'église Saint-Jean-Saint-Louis, trouvant les dimensions de la cathédrale suffisantes.
Le 18 juillet 1918, le mur occidental de la cathédrale s'effondre à la suite de l'explosion de 500 000 obus de mortier du dépôt d'artillerie de Mélou. Les dégâts sont rapidement réparés.
L'église Saint-Benoît est classée au titre des monuments historiques par arrêté du 24 juin 1953.
En 2023, un chantier a été lancé sur l'extérieur de la cathédrale afin de protéger la grande charpente en bois et la toiture et aménager les vastes combles. Le coût est estimé à 300 000 euros.
Puis l'année suivante, en 2024, la cathédrale Saint-Benoît est d'abord vidée de ses tableaux, de ses mobiliers (dont 500 chaises), de ses tissus et vêtements liturgiques à l'aide des soldats du 8e RPIMA de Castres puis fermée pour une durée de 5 ans à cause des travaux de réfection au niveau des peintures, des vitraux et également des installations électriques. Le coût est estimé à 4,2 millions d'euros. Les autres églises de Castres abritent les mobiliers et œuvres de la cathédrale Saint-Benoit. Notre-Dame de la Platé organise des offices le temps des travaux.

## Description

### Architecture

#### L'abbaye
Construite à partir du XIe siècle, l'abbaye Saint-Benoît de Castres conserve de cette époque uniquement son clocher. L'abbatiale était perpendiculaire à l'Agout (dans un axe Est-Ouest), tandis que le cloître s'étendait au sud de cette église. C'est sur les ruines de ces bâtiments que le palais épiscopal est élevé quelques siècles après.
La salle capitulaire s'ouvrait sur la rivière, tandis que le réfectoire était parallèle à la nef de l'abbatiale. Un potager s'étendait vers le Sud, à l'emplacement de l'actuel jardin de l'évêché

#### La cathédrale
La cathédrale possède une nef resserrée de quatre travées bordées de six chapelles et deux vestibules, ainsi qu'un chœur décoré de trophées en bois doré et encadré par quatre statues de marbre du XVIIe siècle, originaires de la chartreuse de Saïx.
Non achevée, elle devait être la plus grande de France ; mais seule la moitié de ce qu'elle devait comporter a été bâtie, soit juste le chœur et sans nef.
Le clocher est encore séparé du corps de l'église aujourd'hui, et a été rattaché au palais épiscopal de Castres lors de sa construction. Vestige de style roman, ce clocher domine cette étonnante architecture qui fut largement modifiée au cours des siècles. Son style général est celui d'un clocher-donjon du XIe siècle ou XIIe siècle. C'est une tour carrée, avec des contreforts aplatis dans ses angles et réunis par des arcatures. Servant à l'origine aussi de porte à l'église, elle présente un portail à tympan avec un arc en plein cintre et quatre personnages bibliques sculptés sur l'archivolte. Il a été grandement remanié au XVIIe siècle. Ainsi, l’édifice dans son ensemble présente un langage architectural baroque des plus aboutis.
Une porte murée, face au palais épiscopal, s'ouvrait autrefois sur une chapelle annexe, dans laquelle se trouvait le premier orgue de la cathédrale. L'organiste entrait par cette porte. Certaines colonnes de l'une et l'autre des chapelles proviennent de l'ancienne chartreuse de Saix détruite à la Révolution, mais aussi quelques statues.

### L'orgue de tribune
Cet instrument par Théodore PUGET en 1922.
La console est retournée vers la nef, 34 jeux sur 3 claviers de 56 notes et pédalier de 30 notes. Transmission pneumatique : console mécanique jusqu’au buffet. Sommiers du Grand-Orgue, du Récit et de la Pédale (anches) mécaniques, pneumatisés par PUGET. Tirage de jeux mécanique pour le Grand-Orgue sauf le Cornet, 4 jeux du Positif, le Récit (sauf Bourdon 8’, Carillon et Voix Humaine qui sont pneumatiques), et les jeux d’anches de Pédale. Les autres jeux du Positif et les fonds de Pédale sont pneumatiques.

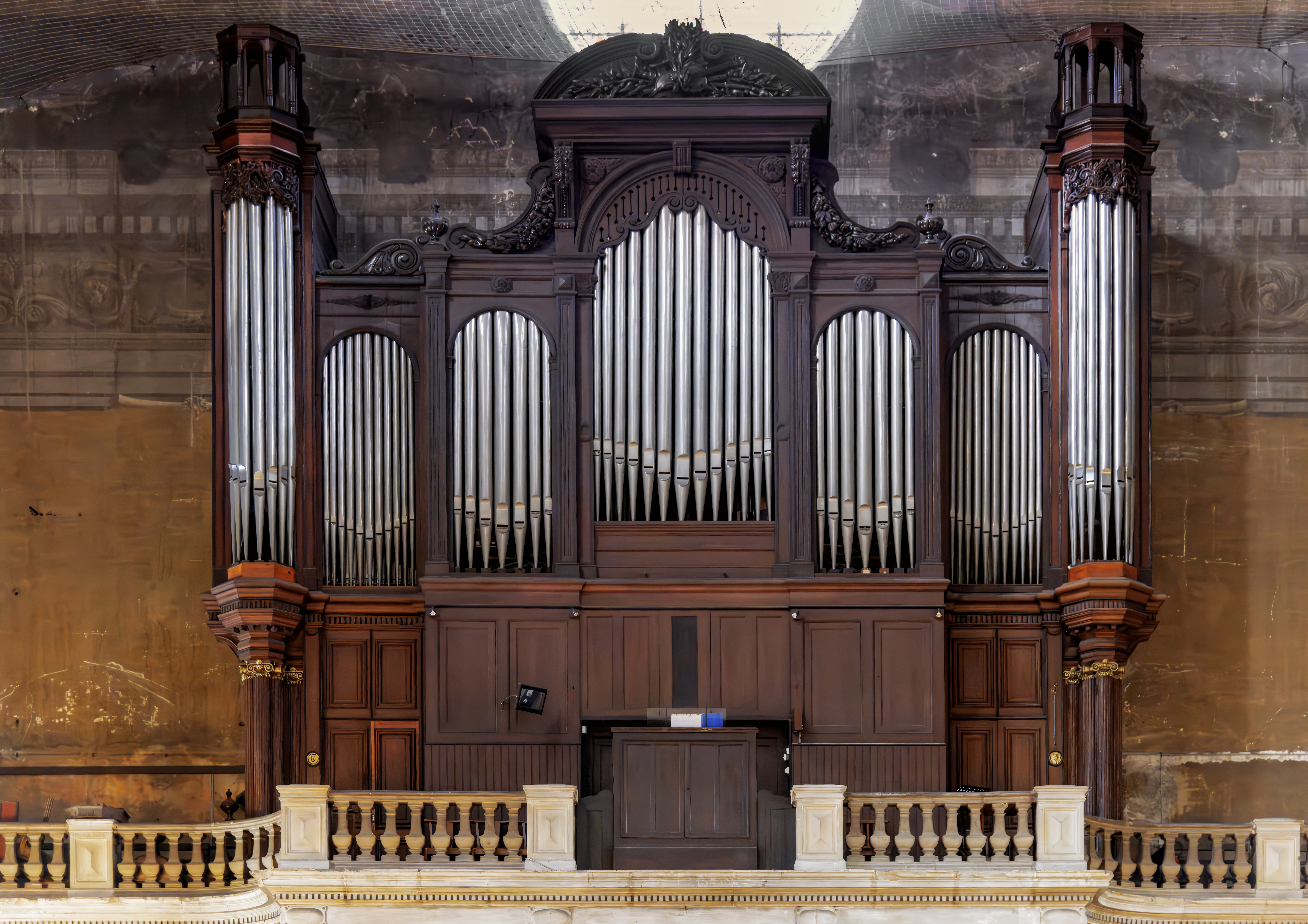
Cathédrale Saint-Benoît - L'orgue de tribune

### Dimensions principales
- Longueur de la nef : 37 mètres
- Largeur de la nef : 18,3 mètres
- Hauteur de la nef : 25,6 mètres

### Vues exterieures

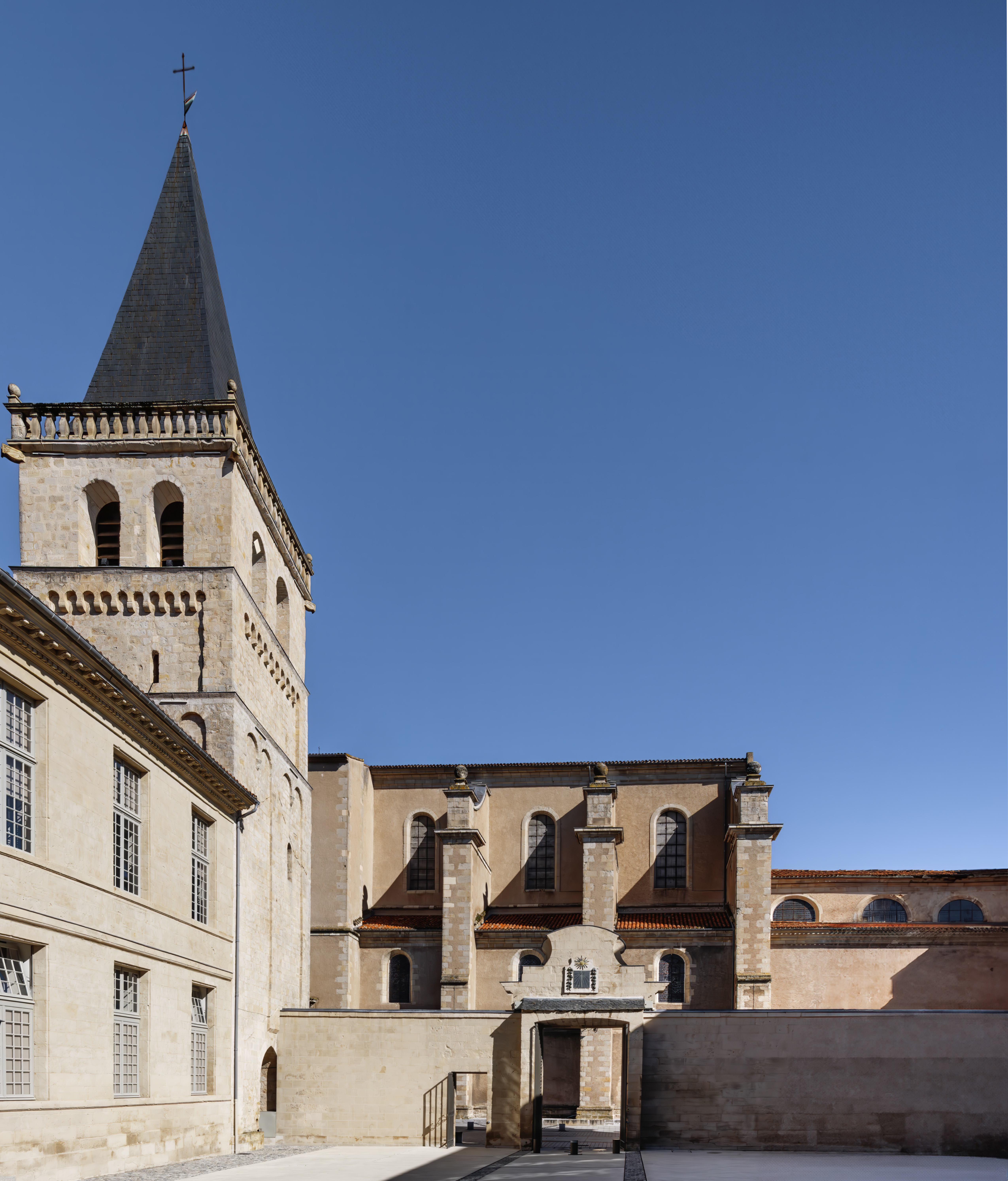
Tour romane du IXe siècle de l'ancienne abbaye bénédictine servant de clocher.
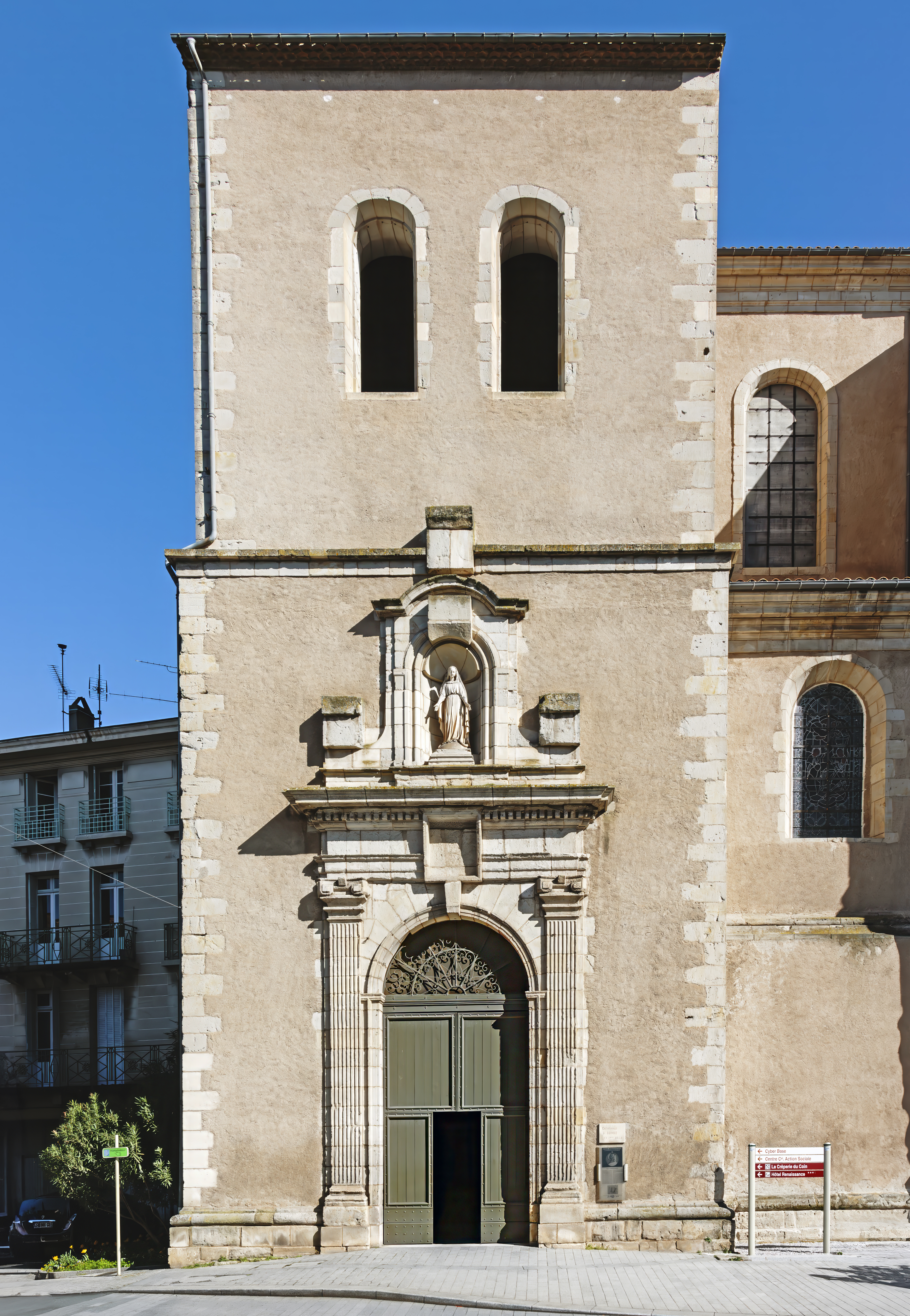
Porche d'entrée
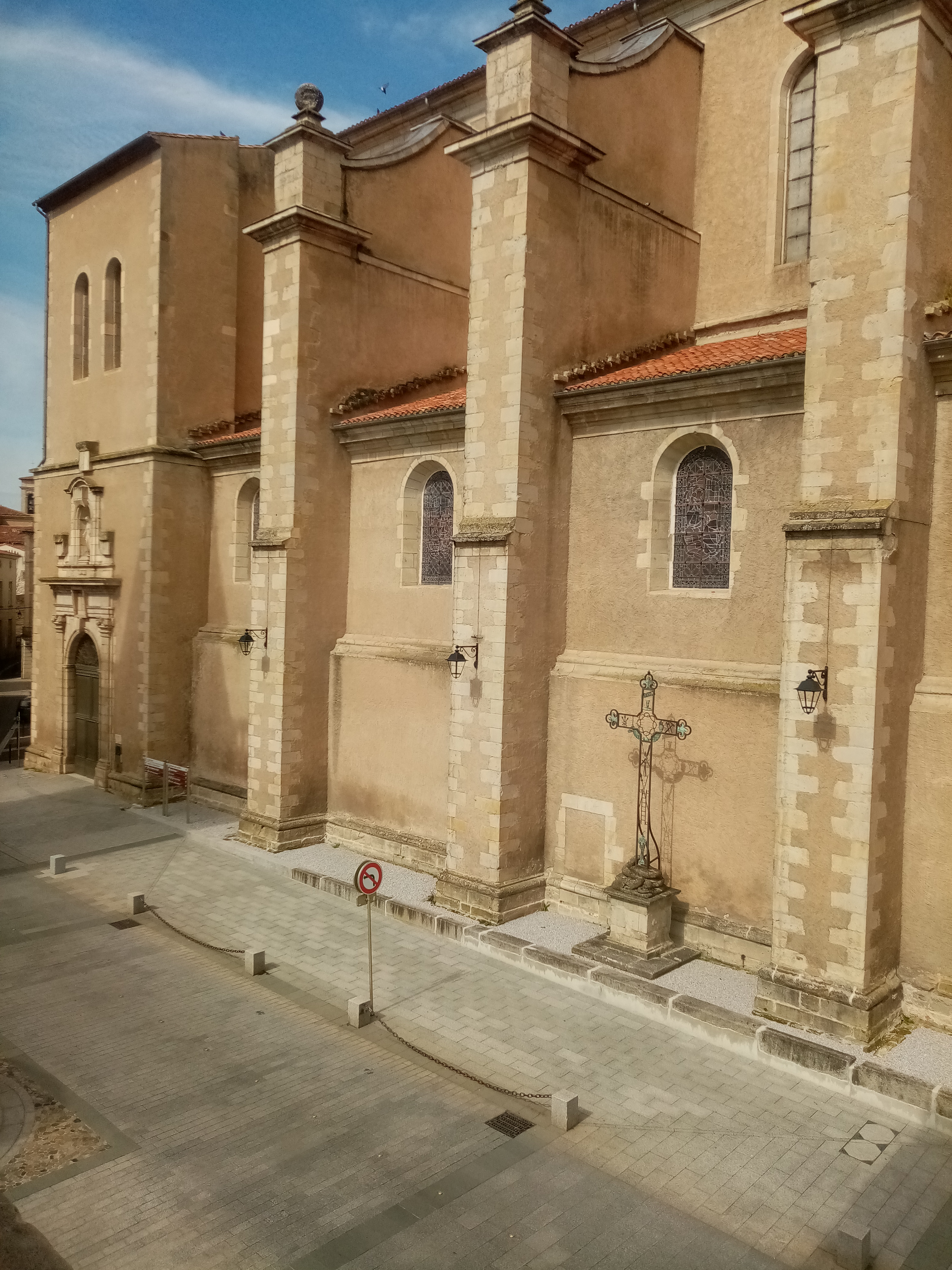
La cathédrale et ses contreforts.
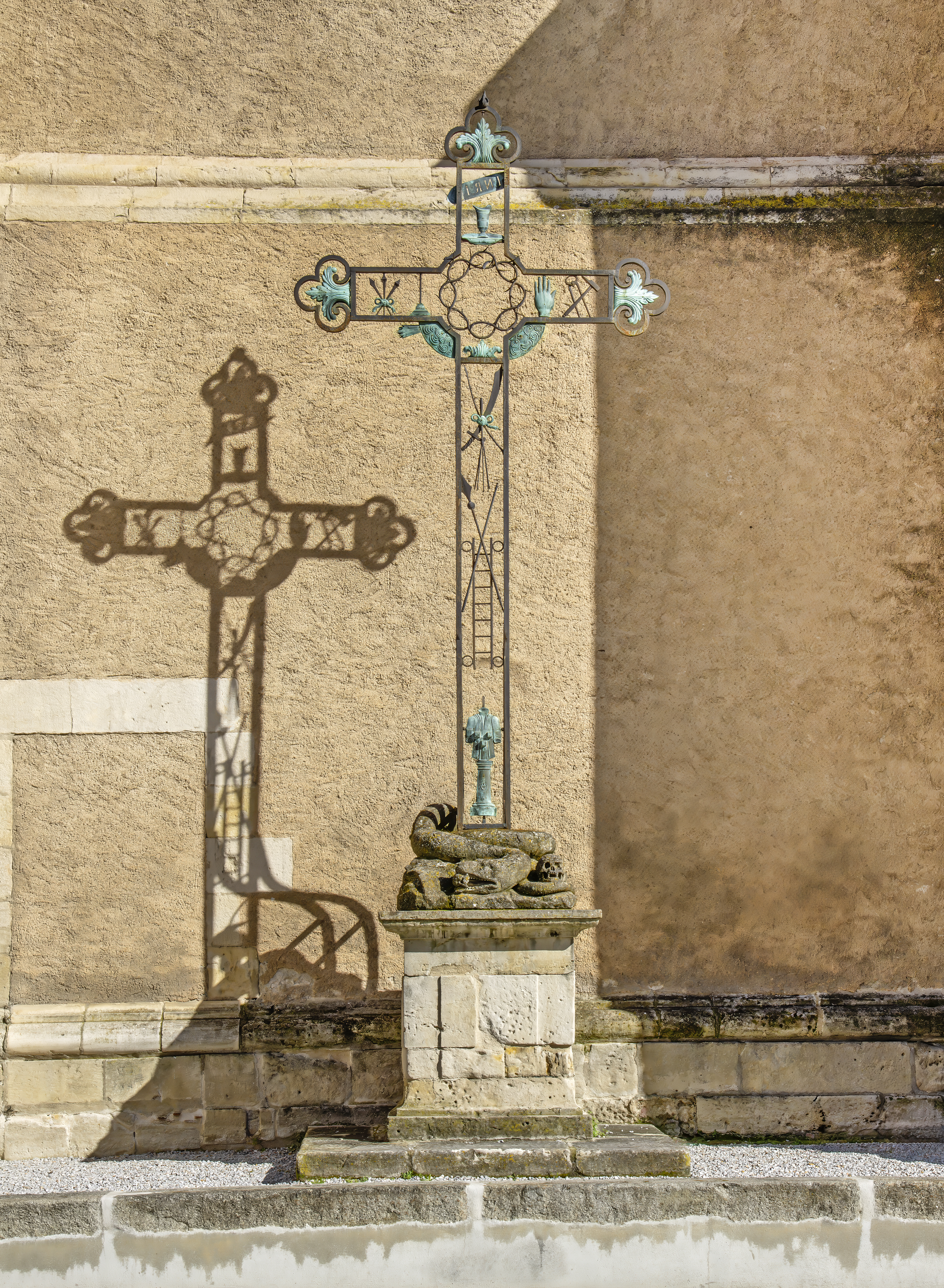
Croix de la Passion

### Vues intérieures

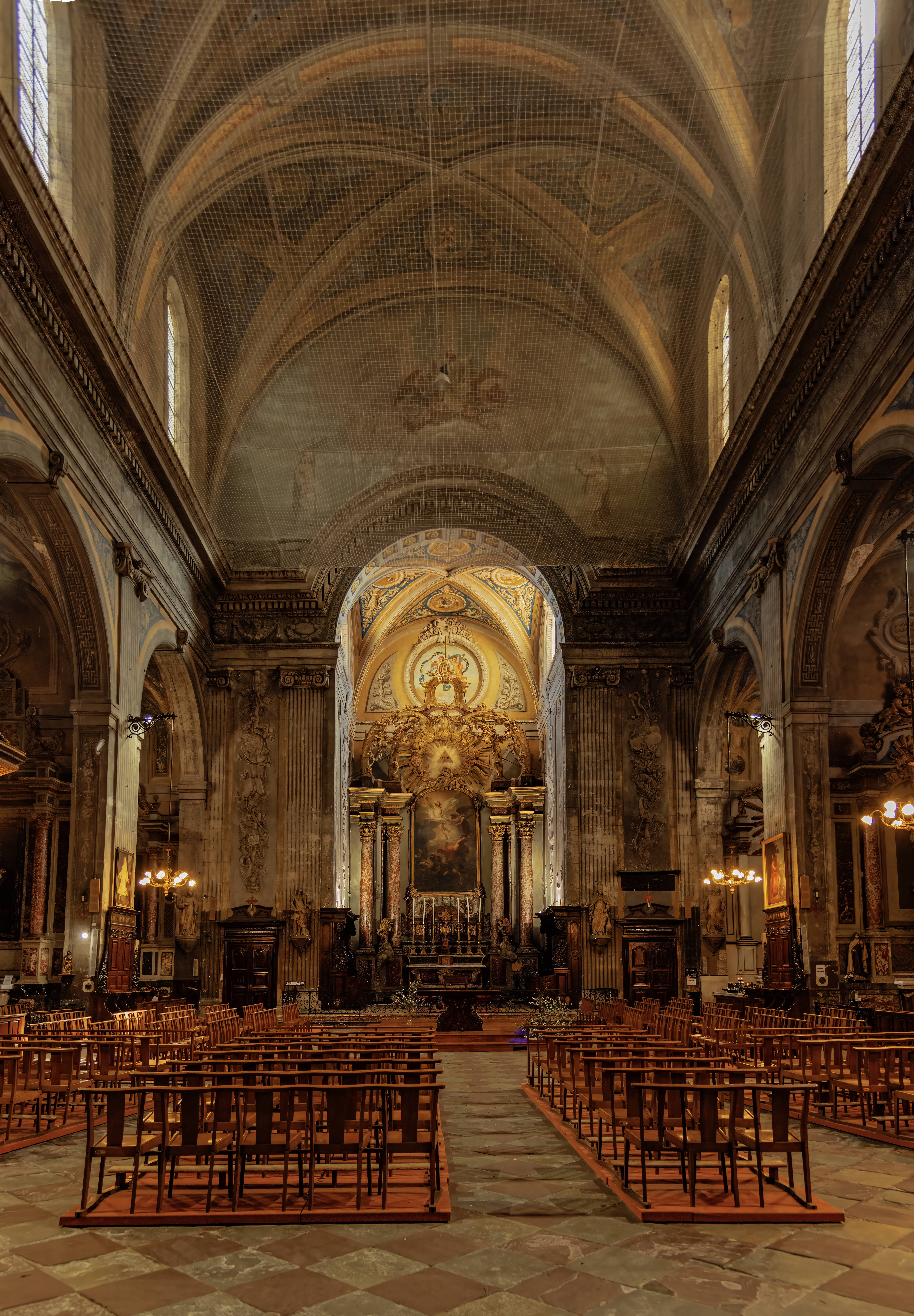
La nef et le choeur.
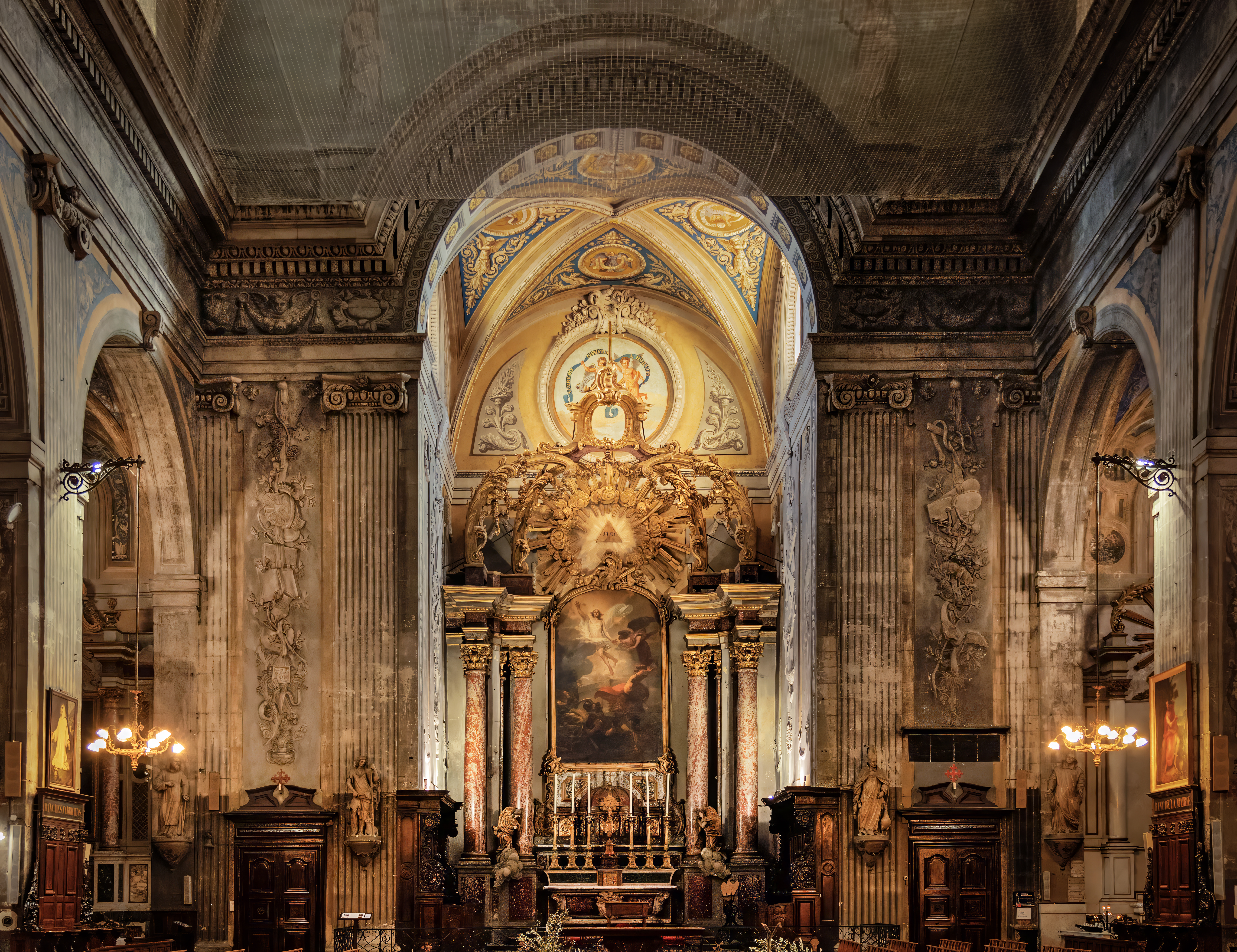
Le chœur de la cathédrale
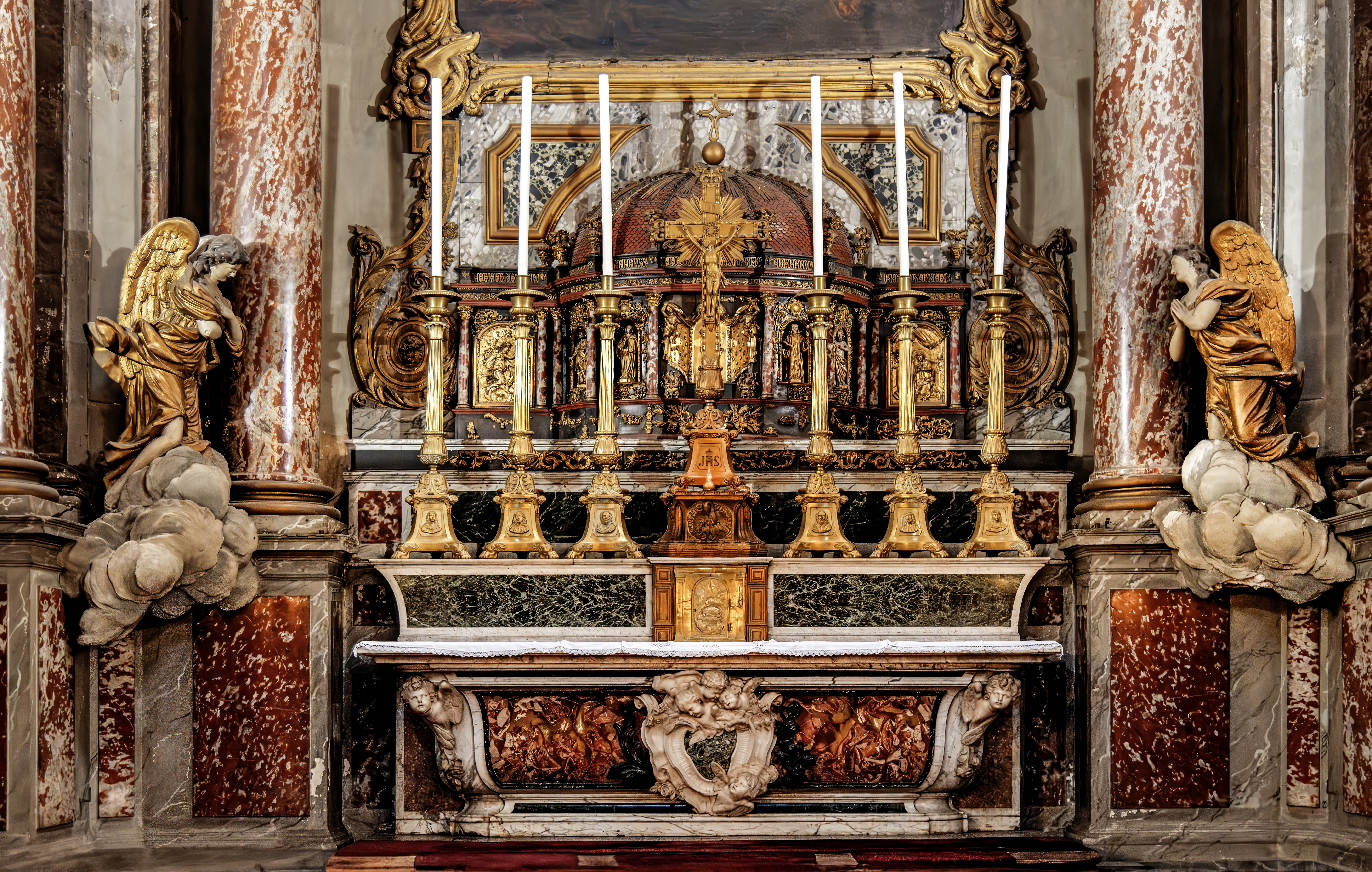
Le maître-autel à baldaquin, soutenu par des colonnes en marbre de Caunes; œuvre d’E. Lagon, architecte et sculpteur castrais.
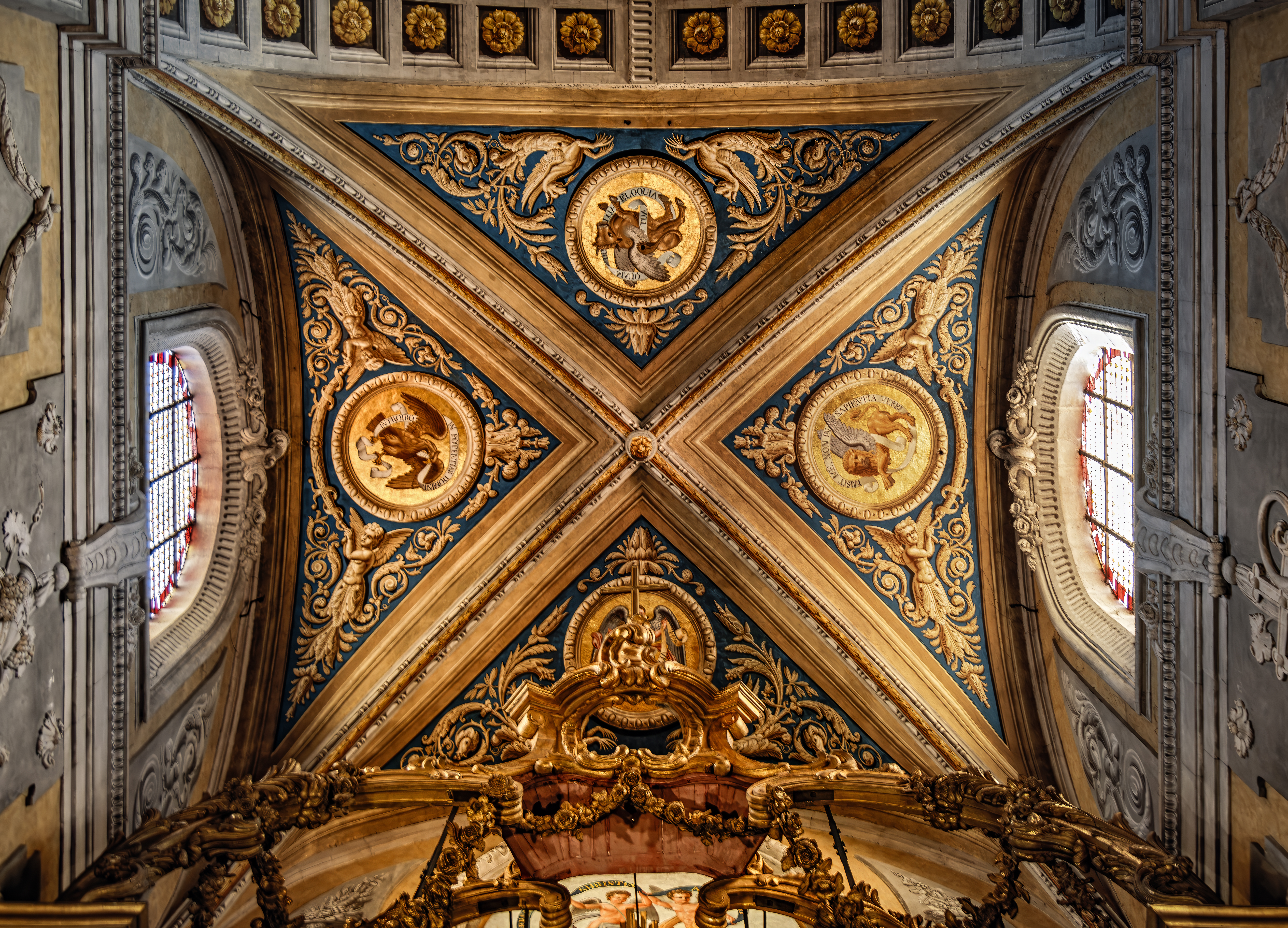
Plafond du choeur.
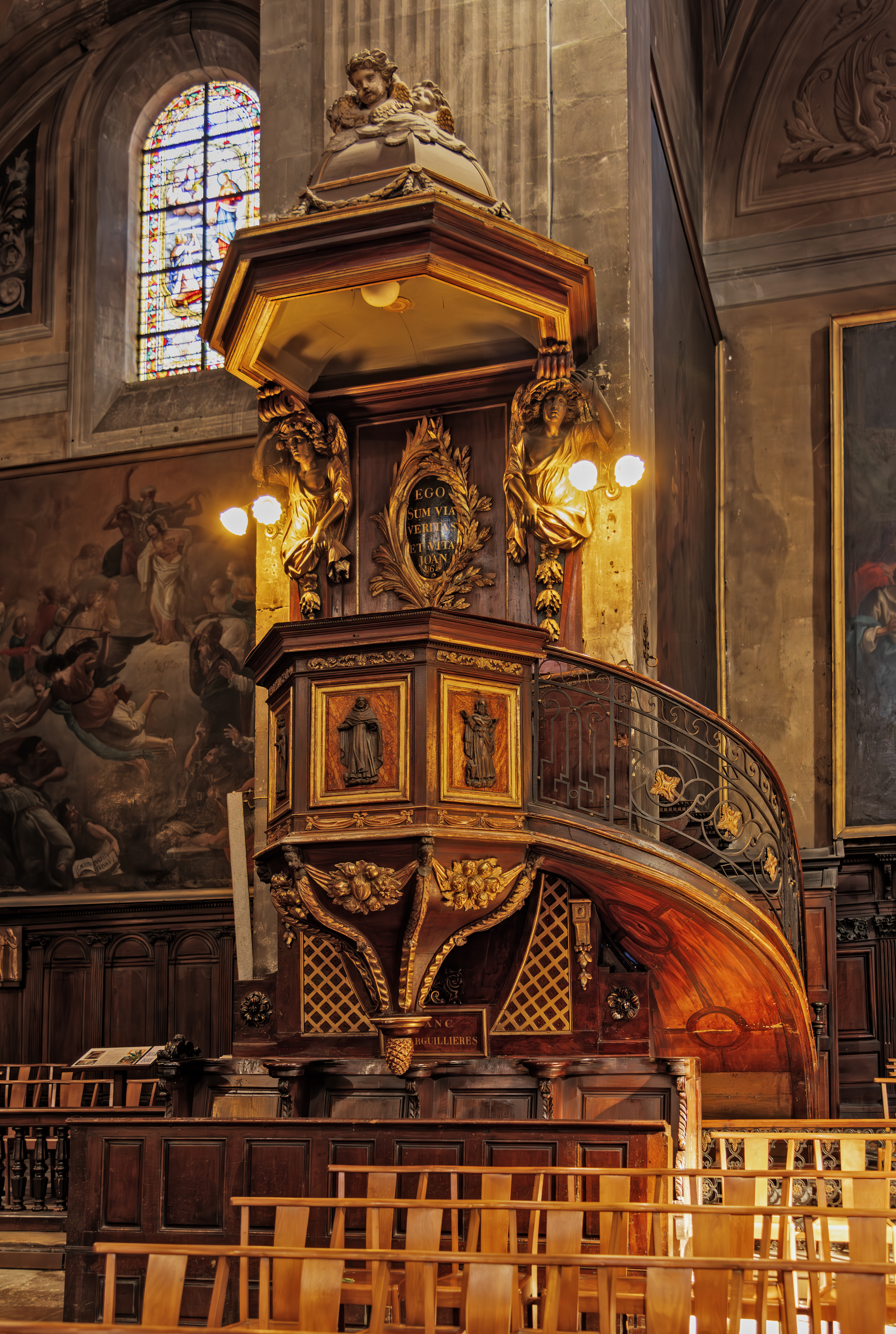
Chaire baroque commandée en 1692.
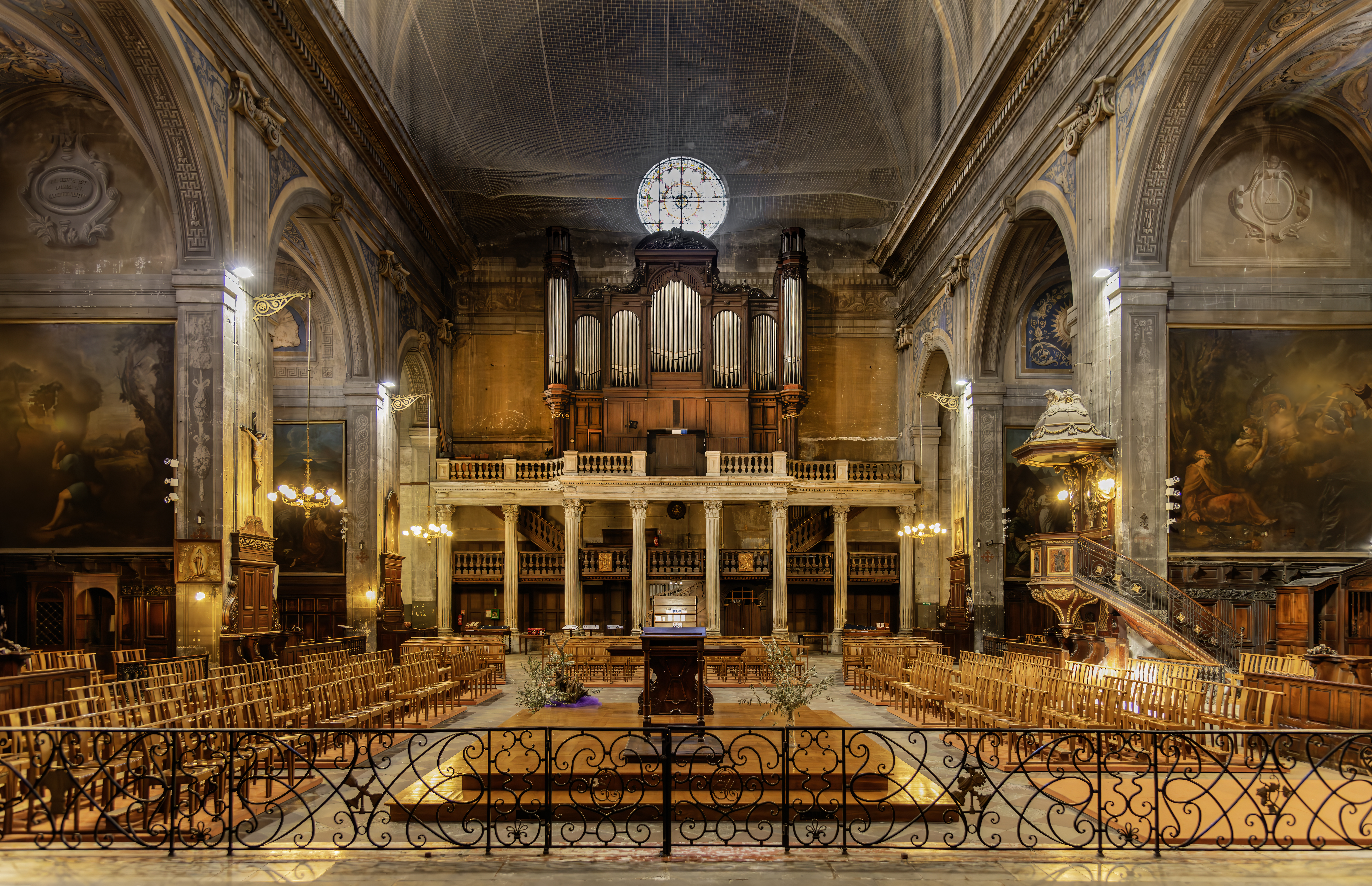
La nef vue du choeur.